# Pamiątki

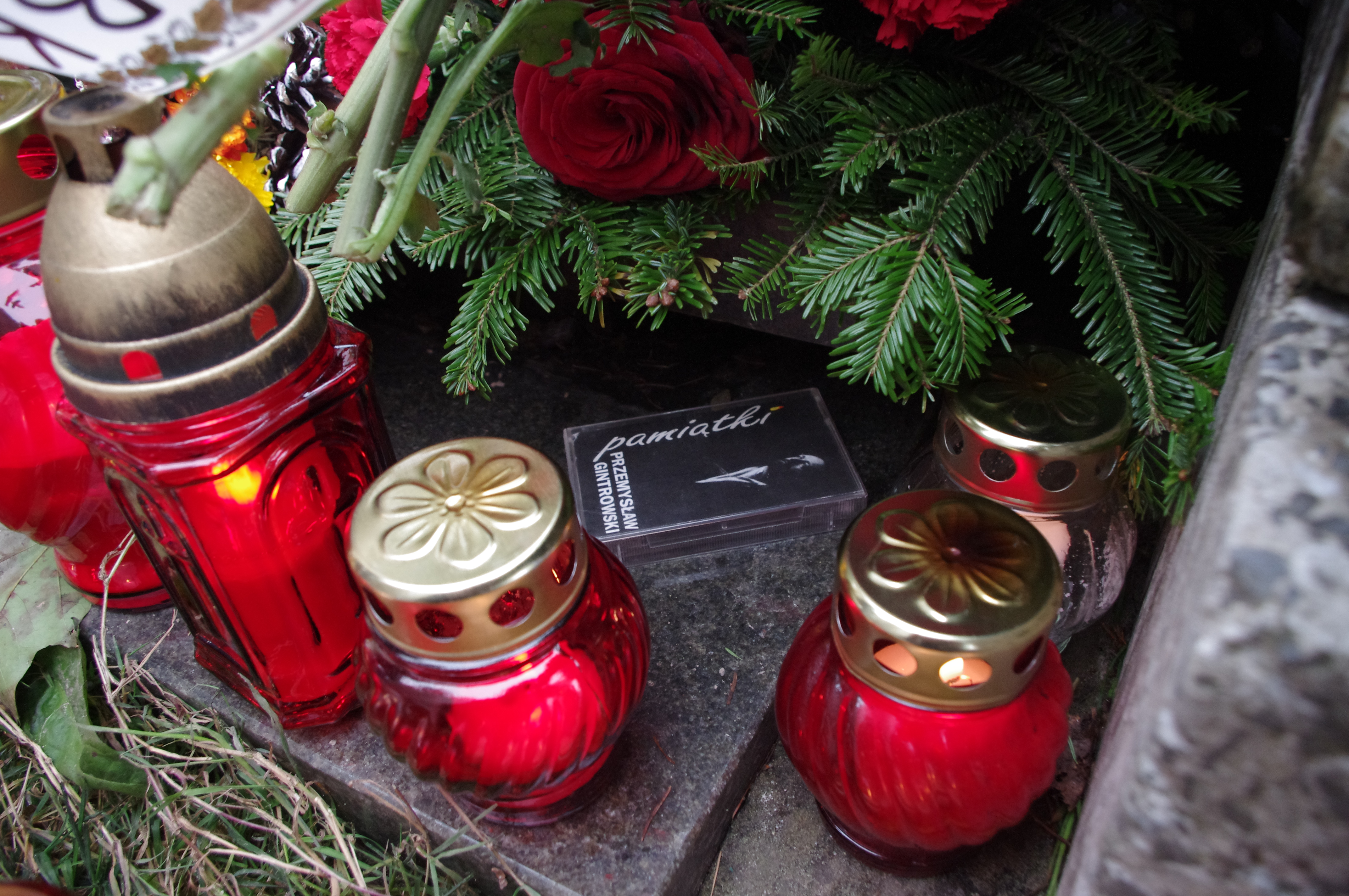
Kaseta z wydaniem albumu ”Pamiątki” - Przemysława Gintrowskiego, na jego grobie w dniu pogrzebu (29.10.2012)

Pamiątki – album Przemysława Gintrowskiego, nagrany nieoficjalnie w latach 1982 i 1983 w studiach Telewizji Polskiej i Polskiego Radia w czasie nagrań muzyki do filmu "Matka Królów".
Album ukazał się w 1983 roku w drugim obiegu. Pierwsze wydanie oficjalne ukazało się na kasecie magnetofonowej w 1991 roku nakładem wydawnictwa Pomaton EMI. W 2002 roku album został wydany na płycie CD w dwupłytowym wydaniu "Pamiątki"/"Kamienie" nakładem tego samego wydawnictwa.
Na albumie znajdują się kompozycje Przemysława Gintrowskiego i Zbigniewa Łapińskiego do wierszy Jacka Kaczmarskiego, Zbigniewa Herberta i Marka Tercza.

## Lista utworów
1. „Prolog” – 3:47
2. „Wigilia na Syberii” – 4:55
3. „Autoportret Witkacego” – 4:28
4. „Dylemat” – 2:25
5. „Targ” – 2:09
6. „Czerwony autobus” – 1:49
7. „Przesłuchanie anioła” – 3:01
8. „Dokąd nas zaprowadzisz Panie” – 2:12
9. „Posiłek” – 3:59
10. „Potęga smaku” – 3:01
11. „Dzieci Hioba” – 3:53
12. „Pieśń o śnie” – 3:55
13. „Ornamentatorzy” – 2:10
14. „Osły i ludzie” – 3:24
15. „A my nie chcemy uciekać stąd” – 3:21
16. „Jeszcze dzień” – 2:57
17. „Powrót” – 5:28
18. „Epilog” – 1:33

## Wykonawcy
- Przemysław Gintrowski - śpiew, gitara
- Zbigniew Łapiński - fortepian

Słowa:
Zbigniew Herbert: 1, 7, 10, 13, 18

Jacek Kaczmarski: 2, 3, 4, 5, 6, 9, 11, 12, 14, 15, 17

Marek Tercz: 8, 16
Muzyka:
Przemysław Gintrowski - 1, 3, 7, 8, 9, 10, 12, 13, 14, 15, 16, 17, 18

Zbigniew Łapiński - 2, 4, 5, 6, 11